# Antonio Beccadelli

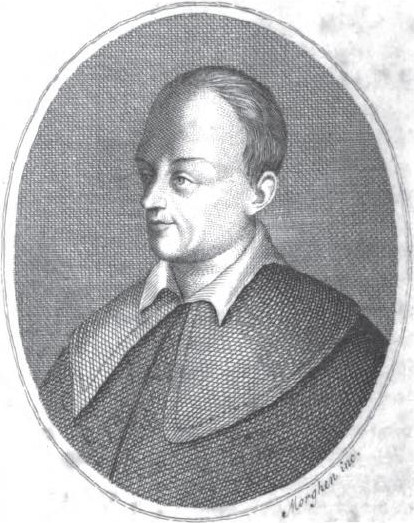
Antonio Beccadelli, Panormita.

Antonio Beccadelli (Palermo, 1394 - Nápoles, 1471), más conocido como el Panormita o el Panormitano (por su ciudad de origen) fue un jurista canónico, poeta humanista y erudito italiano.

## Biografía

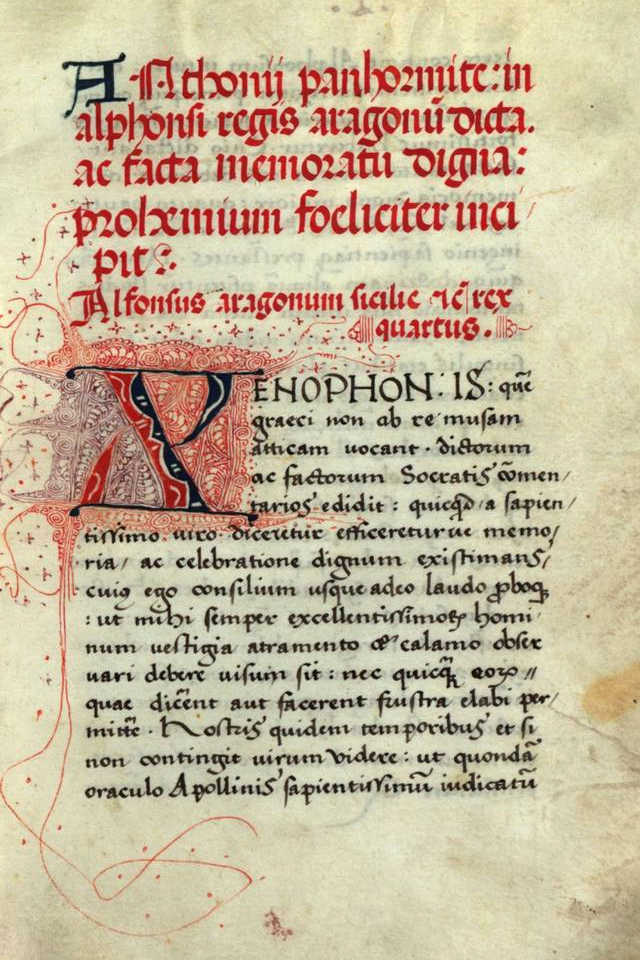
Dichos y hechos de Alfonso rey de Aragón.

Realizó sus estudios de humanidades y derecho en Florencia, Padua, Bolonia y Roma. En 1428, en Roma conoció a Lorenzo Valla y a Poggio Bracciolini. Entre 1430 y 1433 enseñó en Pavía.
Fue conocido por su poesía erótica latina. Su Hermaphroditus ('el Hermafrodita', cuyo título aludía a sus contenidos, de carácter tanto heterosexual como homosexual) era una colección de epigramas en que imitaba los priapeos y seguía los de Marcial y Catulo, y supuso la primera colección de este género en el Renacimiento. Muchos de los poemas del Hermaphroditus fueron censurados o quedaron inéditos en su primera impresión de Venecia (1553), y el poemario no sería publicado completo hasta 1790. El papa Eugenio IV prohibió su lectura y el libro fue quemado en público en lugares como Bolonia o Milán.
Perseguido por la escritura de esta imitación de la poesía clásica licenciosa, desde 1443 fue protegido por Alfonso V de Aragón el Magnánimo, que había trasladado su corte al reino de Nápoles, donde pudo dedicarse a su labor intelectual.
Sus funciones al servicio del rey de Aragón eran diplomáticas, protocolares y de consejo. Continuó bajo el gobierno de su hijo, Fernando I de Nápoles e instituyó allí una academia llamada la Pontaniana, que dirigió hasta su muerte; posteriormente su director fue Giovanni Pontano.
El conocido Palazzo del Panormita, en Nápoles, le perteneció. Fue construido en la segunda mitad del siglo XV bajo la dirección del arquitecto Giovan Filippo de Adinolfo, y vendido durante el siglo XVII a Giacomo Capece Galeota.

## Beccadelli y el rey Alfonso
En 1434 ingresó al servicio de Alfonso V de Aragón en Nápoles. Alfonso era un gran mecenas de las artes, y en esta ciudad Beccadelli fundó la academia Porticus Antoniana, más tarde conocida como la Accademia Pontaniana, después de Giovanni Pontano. En Nápoles, Beccadelli inició una estrecha amistad con Pontano, e introdujo al joven erudito en la real cancillería del rey Alfonso.
Beccadelli y Alfonso compartían un gran amor por la cultura, y Beccadelli acompañó a Alfonso durante las vicisitudes de la carrera del rey. Cuando Alfonso se hizo prisionero en manos de Filippo Maria Visconti, duque de Milán, en 1435, Alfonso persuadió a su feroz y astuto captor de dejarlo ir dejando claro que era interés de Milán no impedir la victoria de los aragoneses Fiesta en Nápoles. Beccadelli, con su anterior conexión con la corte milanesa, jugó un papel en estas negociaciones.
Alfonso había sido prometido a María de Castilla (1401-1458, hermana de Juan II de Castilla) en Valladolid en 1408; El matrimonio se celebró en Valencia durante 1415. No produjeron hijos. En Nápoles, Alfonso se enamoró de una mujer de familia noble llamada Lucrezia d'Alagno, que sirvió como reina de facto en la corte napolitana, así como una musa inspiradora. Beccadelli le rendía homenaje con estas palabras latinas: Quantum rex proceres, quantum Sol sȳdera vincit, / tantum Campānas superat Lucrētia nymphas [1]
Se sabe que Beccadelli mismo se casó dos veces.
Después de la muerte de Alfonso, Beccadelli permaneció cerca de la Corona de Aragón, y sirvió a Fernando I de Nápoles. Alfonso había encomendado a Beccadelli la instrucción de su hijo y sucesor.
Beccadelli murió en enero de 1471 en Nápoles.

## Hermafrodito
Beccadelli es más famoso por su obra maestra Hermaphroditus (1425), una colección de ochenta y un epigramas latinos, que evocan el erotismo sin trabas de las obras de Catulo y Marcial, así como de los Priapea.
Este trabajo fue recibido con aclamación por los estudiosos, pero posteriormente condenado y censurado como obsceno por los apologistas cristianos.
Entre los que elogiaron esta obra fue Guarino da Verona, que llamó a Beccadelli un poético descendiente del escritor siciliano de la antigüedad, Theocritus.
Los críticos de Beccadelli incluyeron al teólogo Antonio da Rho (1395-1447), un franciscano de Milán, que escribiría un Philippic contra Antonio Panormita (1431/32). Panormita había escrito poesía invectiva ridiculizando a Rho con insultos obscenos, pero tendría que defender no sólo su trabajo, sino también su vida y sus costumbres. Rho desacreditó y vilipendió a Beccadelli haciendo alegatos sobre el origen siciliano del poeta, la ortodoxia y la práctica de tabúes sexuales.

## Otras Obras
También escribió las Epístolas Gaélicas (Epistulae gallicae) (1474) y las Epístolas Campanianas (Epistulae campanae) (1474)
Compiló Los refranes y hechos del rey Alfonso (De dictis et factis Alphonsi regis). Se convirtió en una especie de panegirista de Alfonso V de Aragón, a quien se refiere la obra.
También escribió la crónica Liber Rerum Gestarum Ferdinandi Regis (1438-1458).

## Palazzo del Panormita
El Palazzo del Panormita, en Nápoles, le pertenecía. Fue construido en la segunda mitad del siglo XV bajo la dirección del arquitecto Giovan Filippo de Adinolfo, y vendido a finales del siglo XVII a Giacomo Capece Galeota.

## Palermo
Una placa de mármol en la vía Puglia en Palermo lee:
IN QUESTO
CHE FU ANTICO PALAZZO
DE' BECCADELLI BOLOGNA
NACQUE DI QUELLA STIRPE
ANTONIO DETTO IL PANORMITA
ONORE DI SUA CITTÀ E D'ITALIA
NEL XV SECOLO
En español: "En este edificio, que era el antiguo palacio de la familia Bologna De'Beccadelli, nació de esa familia Antonio, llamada" el Palermitan "(la de Palermo), el orgullo de su ciudad y de Italia , En el siglo XV ".

## Referencias

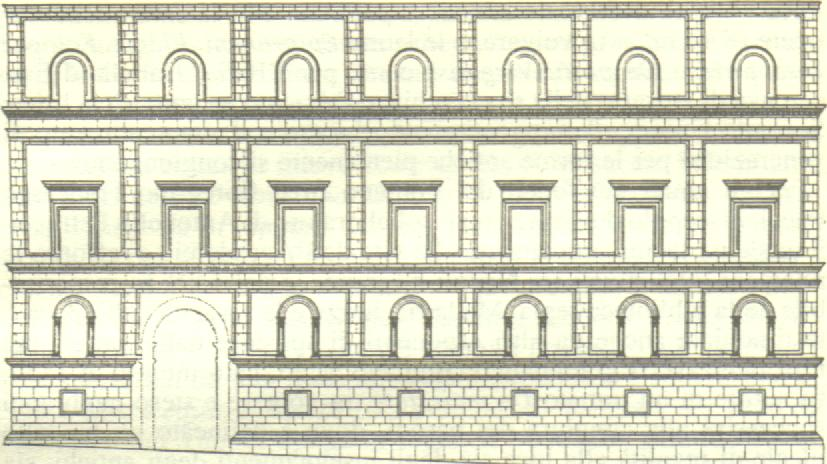
Palazzo del Panormita, en Nápoles.

## Obras
- Hermaphroditus (1425). ed. y trad. al español de Enrique Montero Cartelle. Madrid, Akal (clásicos latinos medievales y renacentistas, 23), 2008. ISBN 978-84-460-2574-0
  - Texto español en Google Books.
    - Texto latino, con índice electrónico, en el Proyecto Perseus. Empleando el rótulo "load" de la etiqueta "Vocabulary Tool", se obtiene ayuda en inglés con el vocabulario latino del texto.
    - Texto latino, con índice electrónico, en el Proyecto Perseus.

- Epistolae campanae (edición póstuma en 1474)

- De dictis et factis Alphonsi regis Aragonum (finalizada en 1455)

- Liber rerum gestarum Ferdinandi regis (finalizado ca.1469)

- Datos: Q599858
- Multimedia: Antonio Beccadelli / Q599858